# Кано Цуненобу
Кано Цуненобу (18 квітня 1636 — 21 лютого 1713) — японський художник періода Едо. Представник школи Кано.

## Життєпис
Походив з роду спадкових художників Кано. Син Кано Наонобу, засновника школи Кобікітьо. Народивсяу 1636 році в Едо. З 7 років став навчатися малярства під орудою батька. У 1650 році після смерті батька стає буддистським ченцем й водночас учнем свого стрийка Кано Тан'ю. Завдяки цьому згодом увійшов до кола митців, якому надавали підтримку сьогуни Токуґава. Покровителем Цуненобу став Токуґава Ієцуна.
Після смерті очільника школи Кано — Тан'ю у 1674 році невдовзі Кано Цуненобу стає фактичним лідером школи Кано (при номінальному очільникові Кано Морімаса). Завдяки своєму таланту отримав прізвисько «Четвертий пензель Кано» (третім був Кано Тан'ю). Окрім замовлень для сьогуна виконував значні роботи для імператорської династії, прикрашаючи ширмами і екранами палаци діючих та колишніх імператорів — у 1652—1654, 1661—1672. 1673—1680, 1704—1710 роках. Цуненобу отримав вищі ступені, що надавалися вченим і ченцям — хоген (1704 рік) і хоін (1709 рік).
Помер 1713 року в Едо. Поховано в монастирі Хоммон. Старший син Кано Тіканобу став головою школи Кобікітіо, а молодший син Кано Міненобу став засновником відгалуження школи Кано — Хаматьо.

## Творчість
Головними темами було зображення даоських і конфуціанських божеств, міфічних тварин китайського пантеону, тигрів і журавлів (характерних для японського мистецтва). Малював портрети мудреців, філософів, пустельників, безсмертних, класичні пейзажі з видами річок, водоспадів, скелястих круч, порослих мохом, лісистих кущ, в яких використовував особливу техніку «тентай» («пунктирний мох»). Він був найкращим майстром в зображенні води. найвідомішою роботою є ширма «Павич і птахи-фенікси».
В техніці поєднував декоративний і монументальний японський стиль живопису з китайського пейзажного традицією. В картинах пізніх років все більше прослідковується більш ніжний стиль на відміну від насиченого й енергейного стилю більш молодших років.